# James G. Berret
James Gabriel Berret (* 12. Februar 1815 im Carroll County, Maryland; † 15. April 1901 in Washington, D.C.) war ein US-amerikanischer Politiker. Zwischen 1858 und 1861 war er Bürgermeister der Stadt Washington.

## Werdegang
James Berret wuchs in Maryland auf, wo er in der Landwirtschaft arbeitete und als Mitglied der Demokratischen Partei eine politische Laufbahn begann. Zwischen 1837 und 1839 gehörte er der Maryland General Assembly an. Anschließend arbeitete er bis 1853 für das US-Finanzministerium. Im Jahr 1853 wurde er von Präsident Franklin Pierce zum Posthalter für Washington ernannt. Dieses Amt übte er bis 1858 aus. Er war Mitglied der Kommissionen zur Amtseinführung der Präsidenten James Buchanan und Abraham Lincoln.
1858 wurde Berret als Gemeinschaftskandidat der Gegner der Know-Nothing Party zum Bürgermeister der Bundeshauptstadt Washington gewählt. Sein Gegenkandidat war Richard Wallach, der der Republikanischen Partei angehörte. 1858 gewann Berret die Wahl mit 680 Stimmen Vorsprung. Bei seiner Wiederwahl im Jahr 1860, wieder gegen Wallach, hatte er nur noch 24 Stimmen Vorsprung. Wallach warf ihm Wahlbetrug und Manipulation in beiden Wahlen vor. Da nichts bewiesen werden konnte, trat Berret sein Amt als Bürgermeister Washingtons am 14. Juni 1858 an. Erwähnenswert ist noch, dass bis 1871 der Bürgermeister von Washington nicht den gesamten District of Columbia verwaltete. Die damals selbständige Stadt Georgetown stellte bis 1871 ihren eigenen Bürgermeister.
Als im Jahr 1861 der Bürgerkrieg ausbrach, brachte sich Berret selbst in Schwierigkeiten. Er verweigerte den von der Bundesregierung von allen Inhabern öffentlicher Ämter geforderten Eid auf die Union mit der Begründung, einen solchen Schwur schon bei seiner Amtseinführung abgelegt zu haben. Daraufhin wurde er auf Anweisung von Außenminister William H. Seward festgenommen und inhaftiert. Nach drei Wochen wurde er, da ihm keine feindlichen Aktivitäten gegen die Union nachgewiesen werden konnten, freigelassen. Er musste aber seinen Rücktritt als Bürgermeister der Bundeshauptstadt erklären, was er auch umgehend tat. Der Stadtrat hatte inzwischen bereits Berrets früheren Gegner Richard Wallach zu seinem Nachfolger bestimmt. Dieser trat sein Amt am 26. August 1861 an. Im weiteren Verlauf wurde er, obwohl Demokrat, ein persönlicher Freund von Präsident Lincoln. Im Juli 1868 nahm er als Delegierter an der Democratic National Convention in New York teil. Im Jahr 1893 gehörte er bei der zweiten Amtseinführung von Präsident Grover Cleveland noch einmal dem Organisationskomitee dieser Veranstaltung an. James Berret starb am 15. April 1901 in Washington und wurde auf dem dortigen Kongressfriedhof beigesetzt.